# 労働裁判所
労働裁判所（ろうどうさいばんしょ、独 Arbeitsgericht）は、労働事件に関する紛争を扱う特別の裁判所。

## 概要
1926年にドイツで設けられたのが最初。第二次世界大戦後に西ヨーロッパに広まっていった。名前は労働裁判所、労働審判所、雇用審判所など様々である。形態も様々で、ドイツではそれ自体が三審制をとっている。フランスでは個別労働紛争を扱う一審が労働審判所（Conseil de prud'homme）となっている。
処理件数は、ドイツでは毎年約60万件、フランスでは毎年約20万件（日本では労働事件の受理件数は2021年で7,300件程度）となっている
日本には現在、このような裁判所は存在していない。しかし、2006年4月に労働審判制度が開始され、個別労働事件についての迅速な解決が期待されている。